# Maria Jongeling
Maria Jongeling, née le 19 juin 1975 à Delft, est une coureuse cycliste néerlandaise.

## Palmarès
- 1991
  - 2e de Wageningen
- 1992
  - Venhuizen
  - 2e du championnat des Pays-Bas sur route juniors
- 1993
  -  Championne du monde de poursuite juniors
  -  Championne des Pays-Bas de la poursuite
  - 2e du championnat des Pays-Bas de la course aux points
- 1994
  -  Championne des Pays-Bas du contre-la-montre
  -  Championne des Pays-Bas de la poursuite
  - 1re étape de Westfriese Dorpenomloop
  - 2e du championnat des Pays-Bas de la course aux points
  - 2e de Lenterace
  - 2e de Voorjaarsrace
  - 5e du championnat du monde de contre-la-montre
- 1995
  -  Championne des Pays-Bas de la poursuite
  - 2e du championnat des Pays-Bas du contre-la-montre
  - 2e du championnat des Pays-Bas du 500 mètres
  - 3e du championnat des Pays-Bas sur route
  - 3e de la course aux points, épreuve de Cottbus - Coupe du monde sur piste
- 1996
  - 2e de Schermerhorn